# Nautica 450
Nautica 450 – jacht żaglowy, mieczowy, turystyczno-regatowy, typu slup. Zaprojektowany w 2008 roku przez Eugeniusza i Roberta Gintera. Powstały dwie wersje jachtu, które różnią się głównie wielkością żagli. Wersja RACE posiada większy, topowy gennaker, większy grot i maszt z dwoma parami salingów. Wersja FUN posiada natomiast mniejszy, ułamkowy gennaker, mniejszy grot i maszt z jedną parą salingów. Obie wersje są zbudowane na identycznym kadłubie. Zbudowano łącznie 80 jachtów tego typu
Od 2009 roku organizowane są regaty klasy oraz Mistrzostwa Polski. Klasa ta pojawiła się również za granicą - głównie w Niemczech, ale również w Austrii i Holandii.

## Dane
- typ: slup
- ożaglowanie bermudzkie
  - powierzchnia:
    - całkowita: 13,0 m² (FUN) / 14,5 m² (RACE)
    - grot:  8,3 m² (FUN) / 9,8 m² (RACE)
    - fok: 4,7 m²
    - genaker: 18,2 m² (FUN) / 21,8 m² (RACE)
    - oznaczenie na grocie: cyfry 450 w kole
- wymiary:
  - długość całkowita: 4,50 m
  - szerokość całkowita: 1,92 m
  - zanurzenie: 0,2 m
  - zanurzenie z mieczem: 1,20 m
  - wysokość masztu: 6,60 m (FUN) / 6,80 m (RACE)
- masa całkowita: 120 kg
- załoga: 1-3, w czasie oficjalnych regat 2.
- konstruktor: Eugeniusz i Robert Ginter (2008)
- konstrukcja:
  - kadłuba: laminat winylestrowo-szklany z przekładką,
  - maszt: aluminiowy
  - żagle: z Dacronu, alternatywnie z laminatu poliestowego
  - miecz i ster: wykonane z laminatu epoksydowo-szklanego

## Wydarzenia

### Mistrzostwa Polski

#### Open
Mistrzostwa Polski klasy Nautica 450 są rozgrywane od 2009 roku.
| Rok  | Miejsce         | Zwycięzca                                   | 2. miejsce                             | 3. miejsce                                  | Łódek |
| ---- | --------------- | ------------------------------------------- | -------------------------------------- | ------------------------------------------- | ----- |
| 2009 | Górki Zachodnie | 4 Kamil Ortyl Robert Zawadowicz             | 12 Marcin Rymer Jarosław Wróblewski    | 3 Mateusz Sylwestrzak Małgorzata Malinowska | 5     |
| 2010 | Giżycko         | 2 Bolesław Płachecki Maciej Wilanowski      | 20 Dorota Dajkowska Bartosz Flak       | 10 Paweł Traczyński Andrzej Pac             | 5     |
| 2011 | Górki Zachodnie | 22 Mirosław Majcher Jarosław Wróblewski     | 20 Dorota Dajkowska Filip Pietrzak     | 33 Martin Jannsen Fririof Richter           | 7     |
| 2012 | Górki Zachodnie | 45 Paweł Nawrocki Jakub Mendys              | 41 Martin Jannsen Florian Steidle      | 22 Artur Ćwiklinski Dariusz Ćwiklinski      | 11    |
| 2013 | Górki Zachodnie | 42 Konrad Berezowski Anna Kozińska          | Jarosław Wróblewski/ Piotr Rasiński    | Szczepan Wroński Bolesław Płachecki         | 6     |
| 2014 | Górki Zachodnie | 50 Paweł Nawrocki Michał Leszko             | 20 Anna Szmul Gabriela Murach          | 55 Witold Małecki Maciej Odważny            |       |
| 2015 | Górki Zachodnie | 58 Anna Jabłońska Mateusz Blazejak          | 50 Paweł Nawrocki Piotr Dzierżewicz    | 55 Witold Małecki Maciej Odważny            | 9     |
| 2016 | Górki Zachodnie | 50 Paweł Nawrocki Piotr Dzierżewicz         | 62 Anna Szmul Gabriela Murach          | 58 Anna Jabłońska Agata Czarmińska          | 10    |
| 2017 | Górki Zachodnie | 66 Łukasz Przybytek Patryk Sawicki          | 50 Paweł Nawrocki Piotr Dzierżewicz    | 55 Witold Małecki Maciej Odważny            |       |
| 2018 | Górki Zachodnie | 55 Witold Małecki Maciej Odważny            | 42 Łukasz Maksymowicz Wojciech Groszyk | 61 Tomasz Zambrzycki Paweł Matusiak         | 12    |
| 2019 | Górki Zachodnie | 55 Witold Małecki Maciej Odważny            | 54 Paweł Wałecki Michał Kołodziej      | 50 Paweł Nawrocki Piotr Dzierżewicz         | 14    |
| 2020 | Górki Zachodnie | 82 Łukasz Maksymowicz Michał Wilanowski     | 55 Witold Małecki Maciej Odważny       | 50 Paweł Nawrocki Piotr Dzierżewicz         | 14    |
| 2021 | Górki Zachodnie | 82 Łukasz Maksymowicz Michał Wilanowski     | 55 Witold Małecki Maciej Odważny       | 58 Kacper Olszewski Krzysztof Małecki       | 16    |
| 2022 | Górki Zachodnie | 82 Łukasz Maksymowicz Michał Wilanowski     | 61 Tomasz Zambrzycki Agata Czarmińska  | 58 Paweł Turczynowicz Jan Turczynowicz      | 16    |
| 2023 | Puck            | 82 Krzysztof Maksymowicz Łukasz Maksymowicz | 84 Bartosz Puchowski Marta Puchowska   | 87 Michał Kołodziej Maciej Suchecki         | 13    |
| 2024 | Puck            | 82 Krzysztof Maksymowicz Łukasz Maksymowicz | 89 Paweł Turczynowicz Jan Turczynowicz | 84 Bartosz Puchowski Marta Puchowska        | 13    |

##### Klasyfikacja medalowa
Poniższa tabela zawiera zestawienie zawodników, którzy zdobyli przynajmniej jeden medal Mistrzostw Polski klasy Nautica 450 open.
| Miejsce | Zawodnik              | Państwo | Lata        | Złoto | Srebro | Brąz | Razem |
| ------- | --------------------- | ------- | ----------- | ----- | ------ | ---- | ----- |
| 1.      | Łukasz Maksymowicz    | Polska  | 2018 – 2024 | 5     | 1      | 0    | 6     |
| 2.      | Paweł Nawrocki        | Polska  | 2012 – 2020 | 3     | 2      | 2    | 7     |
| 3.      | Michał Wilanowski     | Polska  | 2020 – 2022 | 3     | 0      | 0    | 3     |
| 4.      | Maciej Odważny        | Polska  | 2014 – 2021 | 2     | 2      | 3    | 7     |
| 4.      | Witold Małecki        | Polska  | 2014 – 2021 | 2     | 2      | 3    | 7     |
| 6.      | Krzysztof Maksymowicz | Polska  | 2023 – 2024 | 2     | 0      | 0    | 2     |
| 7.      | Piotr Dzierżewicz     | Polska  | 2015 – 2020 | 1     | 2      | 2    | 5     |
| 8.      | Jarosław Wróblewski   | Polska  | 2009 – 2013 | 1     | 2      | 0    | 3     |
| 9.      | Bolesław Płachecki    | Polska  | 2010 – 2013 | 1     | 0      | 1    | 2     |
| 9.      | Anna Jabłońska        | Polska  | 2015 – 2016 | 1     | 0      | 1    | 2     |
| 11.     | Kamil Ortyl           | Polska  | 2009        | 1     | 0      | 0    | 1     |
| 11.     | Robert Zawadowicz     | Polska  | 2009        | 1     | 0      | 0    | 1     |
| 11.     | Maciej Wilanowski     | Polska  | 2010        | 1     | 0      | 0    | 1     |
| 11.     | Mirosław Majcher      | Polska  | 2011        | 1     | 0      | 0    | 1     |
| 11.     | Jakub Mendys          | Polska  | 2012        | 1     | 0      | 0    | 1     |
| 11.     | Anna Kozińska         | Polska  | 2013        | 1     | 0      | 0    | 1     |
| 11.     | Konrad Berezowski     | Polska  | 2013        | 1     | 0      | 0    | 1     |
| 11.     | Michał Leszko         | Polska  | 2014        | 1     | 0      | 0    | 1     |
| 11.     | Mateusz Blazejak      | Polska  | 2015        | 1     | 0      | 0    | 1     |
| 11.     | Patryk Sawicki        | Polska  | 2017        | 1     | 0      | 0    | 1     |
| 11.     | Łukasz Przybytek      | Polska  | 2017        | 1     | 0      | 0    | 1     |
| 22.     | Dorota Dajkowska      | Polska  | 2010 – 2011 | 0     | 2      | 0    | 2     |
| 22.     | Anna Szmul            | Polska  | 2014 – 2016 | 0     | 2      | 0    | 2     |
| 22.     | Gabriela Murach       | Polska  | 2014 – 2016 | 0     | 2      | 0    | 2     |
| 25.     | Martin Jannsen        | Niemcy  | 2011 – 2012 | 0     | 1      | 1    | 2     |
| 25.     | Agata Czarmińska      | Polska  | 2016 – 2022 | 0     | 1      | 1    | 2     |
| 25.     | Tomasz Zambrzycki     | Polska  | 2018 – 2022 | 0     | 1      | 1    | 2     |
| 25.     | Michał Kołodziej      | Polska  | 2019 – 2023 | 0     | 1      | 1    | 2     |
| 25.     | Jan Turczynowicz      | Polska  | 2022 – 2024 | 0     | 1      | 1    | 2     |
| 25.     | Paweł Turczynowicz    | Polska  | 2022 – 2024 | 0     | 1      | 1    | 2     |
| 25.     | Bartosz Puchowski     | Polska  | 2023 – 2024 | 0     | 1      | 1    | 2     |
| 25.     | Marta Puchowska       | Polska  | 2023 – 2024 | 0     | 1      | 1    | 2     |
| 33.     | Marcin Rymer          | Polska  | 2009        | 0     | 1      | 0    | 1     |
| 33.     | Bartosz Flak          | Polska  | 2010        | 0     | 1      | 0    | 1     |
| 33.     | Filip Pietrzak        | Polska  | 2011        | 0     | 1      | 0    | 1     |
| 33.     | Florian Steidle       | Niemcy  | 2012        | 0     | 1      | 0    | 1     |
| 33.     | Piotr Rasiński        | Polska  | 2013        | 0     | 1      | 0    | 1     |
| 33.     | Wojciech Groszyk      | Polska  | 2018        | 0     | 1      | 0    | 1     |
| 33.     | Paweł Wałecki         | Polska  | 2019        | 0     | 1      | 0    | 1     |
| 40.     | Mateusz Sylwestrzak   | Polska  | 2009        | 0     | 0      | 1    | 1     |
| 40.     | Małgorzata Malinowska | Polska  | 2009        | 0     | 0      | 1    | 1     |
| 40.     | Andrzej Pac           | Polska  | 2010        | 0     | 0      | 1    | 1     |
| 40.     | Paweł Traczyński      | Polska  | 2010        | 0     | 0      | 1    | 1     |
| 40.     | Fririof Richter       | Niemcy  | 2011        | 0     | 0      | 1    | 1     |
| 40.     | Artur Ćwiklinski      | Polska  | 2012        | 0     | 0      | 1    | 1     |
| 40.     | Dariusz Ćwiklinski    | Polska  | 2012        | 0     | 0      | 1    | 1     |
| 40.     | Szczepan Wroński      | Polska  | 2013        | 0     | 0      | 1    | 1     |
| 40.     | Paweł Matusiak        | Polska  | 2018        | 0     | 0      | 1    | 1     |
| 40.     | Kacper Olszewski      | Polska  | 2021        | 0     | 0      | 1    | 1     |
| 40.     | Krzysztof Małecki     | Polska  | 2021        | 0     | 0      | 1    | 1     |
| 40.     | Maciej Suchecki       | Polska  | 2023        | 0     | 0      | 1    | 1     |

#### Mix
Od 2021 roku Mistrzostwa Polski rozgrywane są w klasyfikacji Mix, załoga mieszana (kobieta i mężczyzna).
| Rok  | Miejsce         | Zwycięzca                             | 2. miejsce                            | 3. miejsce                          | załogi mix |
| ---- | --------------- | ------------------------------------- | ------------------------------------- | ----------------------------------- | ---------- |
| 2021 | Górki Zachodnie | 54 Michał Kołodziej Agnieszka Marach  | 46 Piotr Śledziński Joanna Śledzińska | 45 Jarosław Wróblewski Anna Scheibe | 6          |
| 2022 | Górki Zachodnie | 81 Tomasz Zambrzycki Agata Czarmińska | 84 Bolesław Płachecki Marta Puchowska | 2 Paweł Kanafek Ola Harnasz         | 7          |
| 2023 | Puck            | 84 Bartosz Puchowski Marta Puchowska  | 86 Piotr Śledziński Joanna Śledzińska | 42 Paweł Kanafek Ola Harnasz        | 4          |

##### Klasyfikacja medalowa
Poniższa tabela zawiera zestawienie zawodników, którzy zdobyli przynajmniej jeden medal Mistrzostw Polski klasy Nautica 450 w klasyfikacji mix.
| Miejsce | Zawodnik            | Państwo | Lata | Złoto | Srebro | Brąz | Razem |
| ------- | ------------------- | ------- | ---- | ----- | ------ | ---- | ----- |
| 1.      | Agnieszka Marach    | Polska  | 2021 | 1     | 0      | 0    | 1     |
| 1.      | Michał Kołodziej    | Polska  | 2021 | 1     | 0      | 0    | 1     |
| 1.      | Agata Czarmińska    | Polska  | 2022 | 1     | 0      | 0    | 1     |
| 1.      | Tomasz Zambrzycki   | Polska  | 2022 | 1     | 0      | 0    | 1     |
| 5.      | Joanna Śledzińska   | Polska  | 2021 | 0     | 1      | 0    | 1     |
| 5.      | Piotr Śledziński    | Polska  | 2021 | 0     | 1      | 0    | 1     |
| 5.      | Bolesław Płachecki  | Polska  | 2022 | 0     | 1      | 0    | 1     |
| 5.      | Marta Puchowska     | Polska  | 2022 | 0     | 1      | 0    | 1     |
| 9.      | Anna Scheibe        | Polska  | 2021 | 0     | 0      | 1    | 1     |
| 9.      | Jarosław Wróblewski | Polska  | 2021 | 0     | 0      | 1    | 1     |
| 9.      | Ola Harnasz         | Polska  | 2022 | 0     | 0      | 1    | 1     |
| 9.      | Paweł Kanafek       | Polska  | 2022 | 0     | 0      | 1    | 1     |